# 13489 Dmitrienko
13489 Dmitrienko eller 1982 UO6 är en asteroid i huvudbältet som upptäcktes den 20 oktober 1982 av den rysk-sovjetiska astronomen Ljudmila Karatjkina vid Krims astrofysiska observatorium på Krim. Den är uppkallad efter Elena Sergeevna Dmitrienko.
Asteroiden har en diameter på ungefär 8 kilometer och tillhör asteroidgruppen Eos.